# Zimmerius cinereicapilla
Zimmerius cinereicapilla là một loài chim trong họ Tyrannidae.